# Dorka Juhász
Dorka Kata Juhász (Pécs, 18 dicembre 1999) è una cestista ungherese, professionista nella WNBA.

## Carriera
È stata selezionata dalle Minnesota Lynx al secondo giro del Draft WNBA 2023 (16ª scelta assoluta).

## Statistiche

### College
| Anno      | Squadra             | PG  | PT  | MP   | TC%  | 3P%  | TL%  | RP   | AP  | PRP | SP  | PP   |
| --------- | ------------------- | --- | --- | ---- | ---- | ---- | ---- | ---- | --- | --- | --- | ---- |
| 2018-2019 | Ohio State Buckeyes | 27  | 25  | 28,1 | 45,8 | 25,4 | 62,9 | 9,0  | 0,8 | 1,2 | 0,7 | 11,7 |
| 2019-2020 | Ohio State Buckeyes | 31  | 31  | 30,3 | 47,6 | 39,6 | 53,2 | 9,4  | 1,1 | 1,2 | 1,2 | 13,2 |
| 2020-2021 | Ohio State Buckeyes | 17  | 17  | 30,1 | 48,1 | 20,3 | 42,9 | 11,1 | 1,1 | 1,0 | 1,0 | 14,6 |
| 2021-2022 | UConn Huskies       | 32  | 15  | 19,8 | 45,7 | 31,3 | 61,0 | 5,7  | 1,7 | 0,5 | 0,5 | 7,3  |
| 2022-2023 | UConn Huskies       | 29  | 29  | 33,7 | 50,3 | 28,9 | 60,2 | 9,9  | 3,2 | 1,5 | 1,4 | 14,2 |
| Carriera  | Carriera            | 136 | 117 | 28,1 | 47,7 | 30,1 | 56,7 | 8,8  | 1,6 | 1,1 | 1,0 | 11,9 |

### WNBA

#### Regular Season
| Anno     | Squadra        | PG | PT | MP   | TC%  | 3P%  | TL%  | RP  | AP  | PRP | SP  | PP  |
| -------- | -------------- | -- | -- | ---- | ---- | ---- | ---- | --- | --- | --- | --- | --- |
| 2023     | Minnesota Lynx | 38 | 27 | 24,2 | 47,2 | 27,1 | 54,0 | 6,5 | 2,6 | 0,9 | 0,6 | 6,0 |
| 2024     | Minnesota Lynx | 34 | 7  | 16,1 | 47,9 | 32,4 | 65,0 | 3,8 | 1,1 | 0,4 | 0,4 | 4,8 |
| Carriera | Carriera       | 72 | 34 | 20,4 | 47,5 | 29,3 | 57,1 | 5,2 | 1,9 | 0,7 | 0,5 | 5,4 |

#### Playoffs
| Anno     | Squadra        | PG | PT | MP   | TC%  | 3P% | TL%  | RP  | AP  | PRP | SP  | PP  |
| -------- | -------------- | -- | -- | ---- | ---- | --- | ---- | --- | --- | --- | --- | --- |
| 2023     | Minnesota Lynx | 3  | 3  | 24,0 | 50,0 | 0,0 | 45,5 | 5,0 | 2,7 | 0,7 | 0,0 | 5,0 |
| 2024     | Minnesota Lynx | 7  | 0  | 5,7  | 60,0 | 0,0 | 50,0 | 1,3 | 0,6 | 0,1 | 0,1 | 1,0 |
| Carriera | Carriera       | 10 | 3  | 11,2 | 53,3 | 0,0 | 46,2 | 2,4 | 1,2 | 0,3 | 0,1 | 2,2 |

## Palmarès

### Squadra
- Coppa Italia: 2
Famila Schio: 2024, 2025

### Individuale
- WNBA All-Rookie First Team (2023)